# Corticarina nigerrima
Corticarina nigerrima es una especie de coleóptero de la familia Latridiidae.

## Distribución geográfica
Habita en Nepal.